# الصنافين القبلية
قرية الصنافين القبلية هي إحدى القرى التابعة لمركز منيا القمح في محافظة الشرقية في جمهورية مصر العربية. حسب إحصاءات سنة 2006، بلغ إجمالي السكان في الصنافين القبلية 12831 نسمة، منهم 6533 رجل و6298 امرأة.